# 동부군 (독일 국방군)
동부군(독일어: Osttruppen)은 제2차 세계 대전 중에 편성된 나치 독일군의 육군 부대이다. 주로 동부전선의 독소전쟁에서 포로로 잡은 소련군을 중심으로 다수의 동부대대를 편성하여 전선에 투입하였으며, 일부는 연합군의 서부 해안 상륙을 막기 위한 대서양방벽 부대에 배치되었다.

## 역사
1941년 6월 22일에 개정된 독일과 소련 사이의 독소전쟁 발발 이후, 모스코바 전투 등에서 높은 손실을 기록한 독일군이 1941년 가을부터 소련군 포로 가운데 지원병을 중심으로 일종의 의용군 부대를 창설하였다.
1942년 3월부터 이른바 동부대대(독일어: Ostbataillone)가 본격적으로 편성되었으며, 이들 부대는 각급 보병사단에 편입되어 후방 작전 등에 복무하였다. 1943년에 들어서 이들 부대 규모는 176개 동부대대, 38개 동부중대로 확장되었으며, 1943년 6월경에는 전체 병력이 23만에서 32만 명에 달하였다.
1943년부터 소련군과 접촉하는 동부전선 이외의 전선에 동부대대를 중점 배치하였으며, 1944년에 이러한 동부대대 숫자는 약 200개로 증가하였다. 대부분 유럽 서부 지역과 지중해 지역에 배치되었는데, 특히 약 60개 동부대대가 프랑스 해안을 중심으로 하는 대서양방벽 건설 및 수비를 위해 배치되었다. 훈련 수준이 낮고 장비 및 화기 등의 여건이 좋지 못했기 때문에 제대로 된 전투를 기대하기는 어려웠다.
제2차 세계대전이 종전된 후, 대부분의 동부군 병사들이 소련으로 송환되어 강금 또는 강제 노역에 동원되거나 처형되는 운명에 처해졌다.

## 편성
- 동부중대(독일어: Ostkompanien) : 소련군 포로로 편성된 중대급 부대
- 동부대대(독일어: Ostbataillone) : 소련군 포로로 편성된 대대급 부대 (기본 단위)
- 동부군단(독일어: Ostlegionen) : 여러 개의 동부대대로 구성된 상급 단위 (대부분 특정 민족으로 구성됨)
- 정규의용병사단(독일어: Freiwilligen-Stamm-Division) : 동부대대 간부 훈련을 담당한 부대 (프랑스에서 레지스탕스 저항운동 진압 작전에 동원됨)

## 같이 보기
- 동부 전선 (제2차 세계 대전)
- 서부 전선 (제2차 세계 대전)
- 독일 육군 (1935년–1945년)